# Banowan
Banowan is een bestuurslaag in het regentschap Rembang van de provincie Midden-Java, Indonesië. Banowan telt 2317 inwoners (volkstelling 2010).